# 强军
《强军》（英語：Making Armed Forces Powerful）是由中央军委政治工作部、中央电视台军事节目中心联合制作的八集电视纪录片，于2017年9月29日至30日、10月2日至10月3日晚8点在中央电视台综合频道播出。香港无线电视明珠台于2018年3月1日至2018年4月19日播出。

## 分集
| 集数   | 名称     | 中国播放日期  | 香港播放日期  |
| ------ | -------- | ------------- | ------------- |
| 第一集 | 《逐梦》 | 2017年9月29日 | 2018年3月1日  |
| 第二集 | 《铸魂》 | 2017年9月29日 | 2018年3月8日  |
| 第三集 | 《制胜》 | 2017年9月30日 | 2018年3月15日 |
| 第四集 | 《浴火》 | 2017年9月30日 | 2018年3月22日 |
| 第五集 | 《重塑》 | 2017年10月2日 | 2018年3月29日 |
| 第六集 | 《跨越》 | 2017年10月2日 | 2018年4月5日  |
| 第七集 | 《铁律》 | 2017年10月3日 | 2018年4月12日 |
| 第八集 | 《伟力》 | 2017年10月3日 | 2018年4月19日 |